# Henry Hollis Horton
Henry Hollis Horton, född 17 februari 1866 i Jackson County, Alabama, död 2 juli 1934 i Marshall County, Tennessee, var en amerikansk demokratisk politiker. Han var guvernör i delstaten Tennessee 1927-1933.
Horton föddes i Alabama som son till en baptistpastor. Han var verksam som lärare, jordbrukare och advokat innan han blev politiker.
Horton var talman i delstatens senat i Tennessee när guvernör Austin Peay avled i ämbetet. Han efterträdde Peay och vann sedan 1928 och 1930 års guvernörsval i Tennessee. Den stora depressionen drabbade Tennessee mycket hårt under Hortons tid som guvernör.
Hortons grav finns på Wilhoite Cemetery i Marshall County, Tennessee. Henry Horton State Park har fått sitt namn efter Henry Hollis Horton.